# Strobilanthopsis linifolia
Strobilanthopsis linifolia es una especie de planta herbácea perteneciente a la familia Acanthaceae.

## Descripción
Es un pequeño subarbusto glandular. Las hojas alcanzan un tamaño de 15 mm de largo, son linear-espatuladas y obtusas. Cáliz con lóbulos casi 12 mm de largo, linear-oblongos. Corola 25mm de largo.  El fruto es una cápsula glabra.

## Distribución
Se distribuye por África Central: en Mozambique y Rodesia.

## Taxonomía
Strobilanthopsis linifolia fue descrita por (T.Anderson ex C.B.Clarke) Milne-Redh. y publicado en Bulletin of Miscellaneous Information Kew 1932: 346. 1932.
Etimología
Strobilanthopsis: nombre genérico que significa "similar al género Strobilanthes.
linifolia: epíteto latino que significa "con hojas lineales".
Sinonimia
- Calophanes linifolius T.Anderson ex C.B.Clarke
- Dyschoriste linifolia (T.Anderson ex C.B.Clarke) C.B.Clarke	[4]
- Hygrophila glutinifolia Lindau
- Strobilanthopsis glutinifolia' (Lindau) S.Moore
- Strobilanthopsis hircina S.Moore
- Strobilanthopsis rogersii S.Moore[5]